# Reglament dels escacs

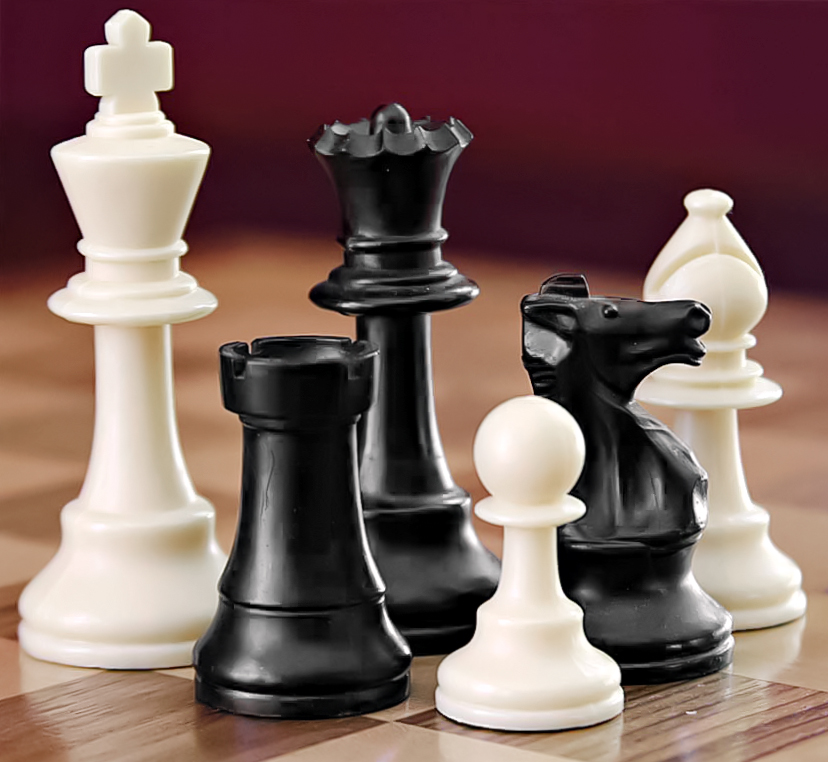
Peces tipus Staunton. D'esquerra a dreta: rei, torre, dama, peó, cavall, alfil.

L'origen exacte del joc d'escacs és incert, i les regles del joc han anat variant al llarg del temps, fins a arribar al reglament dels escacs contemporani, que és el fixat per la FIDE, la Federació Internacional d'Escacs. És generalment acceptat que les actuals regles de joc van començar a formar-se durant el segle xvi, i no es van modificar significativament fins al segle xix, quan van adquirir la seva forma actual. Tot i que tradicionalment la historiografia mantenia que l'evolució de les normes dels escacs (principalment, pel que fa a l'increment del radi d'acció de la dama i de l'alfil) es va originar a la Itàlia moderna del segle xvi, sembla clar actualment que cal endarrerir aquest origen i situar-lo a la València de les darreries del segle xv, lloc d'origen dels Scachs d'amor, la primera obra coneguda on es reprodueix una partida d'escacs amb les regles actuals del joc.

## Inici de la partida

La partida es desenvolupa a partir d'una posició inicial prefixada. Els primers moviments formen l'obertura.

Es comença la partida amb les peces col·locades a les caselles que s'explicaran. Els jugadors mouen alternativament una de les seves peces (excepcionalment dues en el cas de l'enroc), d'acord amb la forma que s'explicarà a l'apartat sobre el moviment de les peces; comença el jugador que té les blanques. En una mateixa casella només pot haver-hi una única peça, mai més d'una simultàniament: si una casella està ocupada per una peça pròpia, no se n'hi pot posar cap altra; en canvi, sí que es pot ocupar una casella que prèviament estava ocupada per una peça del contrari: la peça pròpia ocuparà aquesta casella i la del contrari es retirarà del joc: aquest fet s'anomena capturar o matar. Guanya la partida el jugador que primer aconsegueixi amenaçar de capturar el rei de l'adversari sense que aquest tingui escapatòria, de manera que sigui escac i mat. El nombre d'altres peces que un jugador hagi aconseguit capturar o que li hagin capturat és intranscendent, tot i que capturar peces de l'adversari acostuma a ser el primer pas per a matar-li el rei.
Una posició en la qual el rei és amenaçat s'anomena escac. Quan es fa escac, s'acostuma a advertir-ho (verbalment) a l'adversari, tot i que no és estrictament obligatori; un jugador no pot situar mai el rei voluntàriament en escac, la jugada seria il·legal, i en cas que passés, caldria revertir la jugada i fer-ne una altra amb el rei, si té alguna casella disponible, i amb una altra peça en cas contrari.
Quan es fa escac al rei d'un dels jugadors, aquest sempre l'ha de rescatar obligatòriament d'aquesta posició. Per fer-ho té tres opcions:
1. Capturar la peça que amenaça el rei propi; això només es pot fer si es té una peça en la posició adequada per fer la captura i si és l'única peça que amenaça el rei (ja que de vegades, amb una descoberta, el rei pot estar rebent escac de diverses peces alhora).
2. Moure el rei a una casella lliure d'escac.
3. Posar una peça al davant del rei que impedeixi la captura: aquesta acció s'anomena tapar.

Si no fa cap d'aquestes tres coses, l'altre jugador li ho ha d'advertir. Si no pot fer cap de les tres coses, s'esdevé l'escac i mat i ha perdut. Amb caràcter general, als campionats el guanyador de la partida s'emporta un punt i el perdedor cap.

## Posició inicial
Els peons blancs es posen a la segona fila i les altres peces a la primera fila, des del punt de vista de cadascun dels jugadors:
```
P P P P P P P P
T C A D R A C T
```

(P és un peó, T és una torre, C és un cavall i A és un alfil, D és la reina i R és el rei).
Les peces negres es col·loquen simètricament a les blanques, amb els peons a la setena fila (des del punt de vista de les blanques) i les altres peces a la vuitena fila (també des del punt de vista de les blanques). Cal remarcar que, tant per blanques com negres, la reina es col·locarà a la casella que sigui del seu mateix color i el rei es posarà en una casella de color contrari. D'aquesta manera, el jugador blanc té el seu rei a la dreta de la reina, i el negre a l'esquerra.

## Moviment de les peces
Cada peça té la seva manera de moure's, que conserva al llarg de tota la partida, amb l'única excepció de les jugades especials: la captura al pas del peó i l'enroc.

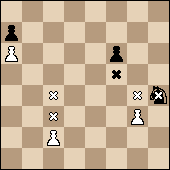
El peó: El peó pot avançar endavant sentit vertical una sola posició en cada moviment. Pot capturar aquelles peces adversàries que es trobin en una de les dues caselles situades als dos vèrtexs anteriors de la seva; entenem per vèrtexs anteriors els dos del costat del jugador adversari. No obstant això, el peó es pot moure sense captura a la casella situada al costat anterior de la que ocupava anteriorment, és a dir, al costat immediat, avançant una casella de la columna en direcció cap al nostre adversari. En els escacs moderns, en el primer moviment que fa un determinat peó, pot avançar una casella o bé dues, sempre que no capturi cap peça adversària (i no pot saltar).
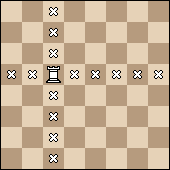
La torre: Es pot moure al llarg d'una fila o d'una columna (però no successivament en una mateixa jugada); se la pot fer avançar tantes caselles com es vulgui, però no pot saltar per damunt de cap altra peça, ni pròpia ni contrària.
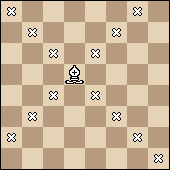
L'alfil: Es pot moure al llarg del que vulgarment s'anomenen diagonals, és a dir, la successió de caselles del mateix color alineades de tal manera que l'una toca el vèrtex de l'altra. No pot canviar de "diagonal" en una mateixa jugada, ni tampoc no pot saltar per damunt de cap altra peça, ni pròpia ni contrària.
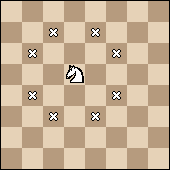
El cavall: És l'única peça que pot “saltar”, és a dir, que pot anar de la casella d'inici a la de destí sense que li ho pugui impedir cap peça interposada, ni del contrari ni pròpia. Es mou en forma de 'L': avança dues caselles en qualsevol dels quatre sentits ortogonals (seguint una fila o una columna), i una casella perpendicularment a les anteriors.
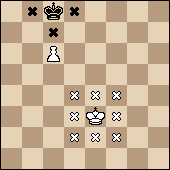
El rei: Es pot moure a qualsevol de les vuit caselles que envolten la casella en què es troba: les quatre contigües als costats i les quatre contigües als vèrtexs. El rei no es pot moure a una casella si aquesta està amenaçada per una peça de l'adversari.
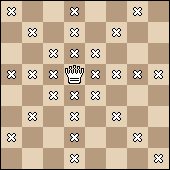
La reina: És la peça amb més capacitat de moviment, cosa que en fa una peça clau. Es pot moure alhora com una torre i com un alfil, però no pas en la mateixa jugada; tampoc no pot saltar per damunt de cap altra peça, ni pròpia ni contrària.

## Jugades especials

### La captura al pas del peó

El peó de les negres captura al pas el peó blanc

En els escacs antics el peó sempre avançava només una casella cada jugada. Per tal d'agilitar el ritme de joc, es va decidir, en un determinat moment, que la primera vegada que es juga un peó, hi hauria la possibilitat d'avançar dues caselles. Aquest fet, però, comportava que es pogués burlar la capacitat defensiva d'un peó contrari. Per tal d'evitar-ho, s'establí aleshores aquesta jugada especial: la captura al pas del peó.
- Posició dels peons per poder fer aquesta jugada

Pot fer aquesta jugada el jugador de blanques que té un peó a la cinquena fila i el seu adversari té un peó a la setena fila (la d'origen per als peons negres) en una columna contigua a la del peó blanc.
- Acció del contrari que permet aquesta jugada

Amb la posició esmentada, que l'adversari avanci dues caselles el seu peó, cosa que pot fer, ja que el té a la casella d'origen del peó. Tots dos peons quedaran costat per costat, és a dir, en la mateixa fila i en columnes contigües.
- Mecanisme de la jugada

La jugada consisteix a matar el peó negre, però el blanc no ocuparà pas la casella que deixa buida el negre (ja que això implicaria de fer un moviment que el peó té prohibit): la casella que ocuparà el peó blanc és la contigua al vèrtex anterior del costat del peó negre capturat, és a dir, la mateixa que hauria ocupat si el peó negre només hagués avançat una casella i nosaltres l'haguéssim capturat en aquesta posició. Com és obvi, les negres també poden matar al pas en una posició simètrica a l'explicada per a les blanques.
- Condició per fer la jugada

La captura al pas del peó només es pot fer immediatament, és a dir, en el torn següent a l'avanç de dues caselles per part del peó adversari. Si no es fa immediatament, després ja no es pot fer.

### L'enroc

Les blanques fan l'enroc curt i les negres fan l'enroc llarg

És l'única jugada en què es mouen dues peces, l'única en què el rei avança dues caselles i també l'única en què la torre pot saltar per damunt d'una altra peça. Consisteix a moure el rei dues caselles en direcció al racó (on es troba la torre) i en la mateixa jugada fer saltar la torre per damunt del rei i situar-la a l'altre costat seu. Hi ha dues menes d'enroc: el curt (que se simbolitza O-O, en les anotacions de les partides) i el llarg (que se simbolitza O-O-O). En l'enroc curt la torre se situa en la casella de l'alfil de rei, i en el llarg en la de la reina. És aconsellable enrocar-se tan aviat com es pugui.
L'enroc només es pot fer si es donen totes les condicions següents:
1. Que no hi hagi cap peça entre el rei i la torre.
2. Que el rei no estigui en escac.
3. Que cap de les caselles per a les quals ha de passar el rei o la casella que ocuparà finalment estigui amenaçada per una peça de l'adversari.
4. Que no s'hagi mogut el rei ni la torre amb la qual es vol fer l'enroc. Si el rei o la torre s'ha tret de la casella d'origen i hi ha tornat, hom tampoc no pot enrocar.

Observació: cal recalcar que sí que es pot enrocar si la torre està amenaçada per una peça adversària.
Es considera que l'enroc és una jugada del rei, per tant, aquest s'ha de moure primer i després la torre.

### Coronació
La coronació (o també promoció) s'esdevé quan un peó aconsegueix arribar a la vuitena casella de la columna, a la banda del tauler més propera a l'adversari. Aleshores el peó s'ha de canviar per qualsevol altra peça, excepte un rei o un altre peó.

## L'acabament de la partida
Una partida d'escacs pot acabar de diferents maneres.
1. Escac i mat o, simplement, mat: un jugador guanya la partida quan ha amenaçat el rei contrari de tal manera que aquest no es pot defensar, cosa que provocaria la captura del rei a la següent jugada.
2. Taules: és com s'anomena l'empat en els escacs.
3. L'adversari abandona: si un jugador declara que abandona, perquè no veu cap possibilitat de guanyar o de fer taules, el seu adversari guanya la partida.

## Les taules
Hi ha diverses situacions que comporten que la partida sigui taules. En els campionats, es dona mig punt per a cadascun dels jugadors. Els casos més habituals són els següents:
1. Rei ofegat: algunes vegades s'esdevé que essent el torn d'un jugador, i sense estar el rei en escac, aquest jugador no té cap moviment possible. Es diu llavors que el rei està ofegat.
2. Insuficiència de material per a fer el mat: s'arriba a aquesta situació quan s'esdevé que no hi ha prou peces perquè cap dels jugadors pugui fer escac i mat a l'altre.
3. Triple repetició: es produeix quan la mateixa posició es repeteix tres vegades, pel cap baix. Es considera que s'ha produït una repetició triple quan és el torn del mateix jugador que la provoca, totes les peces es troben en les mateixes caselles i els moviments possibles d'aquestes peces són els mateixos. Un exemple de triple repetició és l'anomenat escac continu que es produeix quan un jugador força la repetició fent escac al rei contrari.
4. Regla dels cinquanta moviments: un jugador pot reclamar les taules quan en els últims 50 moviments d'ambdós jugadors no s'ha mogut cap peó ni s'ha capturat cap peça. Hi ha determinats finals en què no hi ha taules per insuficiència de material, però el mat presenta una gran dificultat d'execució, i s'ha d'aconseguir de fer en aquestes 50 jugades.
5. Taules pactades: sempre que sigui el torn de joc d'un jugador, aquest pot proposar taules a l'adversari: si aquest les accepta, la partida es considera acabada i són taules; altrament, la partida continua.